# Lista de episódios de The Office (Estados Unidos)

Logótipo da série.

The Office é uma sitcom americana que vai ao ar na NBC. Criado por Greg Daniels como uma adaptação da série britânica de mesmo nome, é um pseudodocumentário que segue o dia-a-dia dos funcionários da sucursal da Dunder Mifflin de Scranton, Pensilvânia, (tornou-se "Dunder Mifflin uma divisão da Sabre" na 6ª temporada), uma companhia de papel ficcional. A série estreou em 24 de Março de 2005 nos EUA na NBC. Além disso, oito spin-off's da série em webisódios foram exibidos na NBC.com.
The Office teve no ar uma curta primeira temporada que estreou em 24 de Março de 2005, consistiu em seis episódios e acabou em 26 de Abril de 2005. Esta foi seguida por uma segunda temporada com 25 episódios que foi ao ar entre 20 de setembro de 2005 e 11 de maio de 2006, e uma terceira temporada entre 21 de setembro de 2006 e 17 de maio de 2007, com 25 episódios. Devido à greve de 2007-2008 do Writers Guild of America, a quarta temporada que foi ao ar entre 27 de setembro de 2007 e 15 de maio de 2008 foi composta por 14 episódios. A quinta temporada foi ao ar entre 25 de setembro de 2008 e 14 de maio de 2009 e consistiu de 28 episódios. A sexta temporada foi ao ar entre 17 de setembro de 2009 e 20 de maio de 2010, e consistiu de 26 episódios. A sétima temporada estreou em 23 de setembro de 2010 e acabou em 19 de maio de 2011. As três primeiras temporadas estão disponíveis em DVD nas Regiões 2 e 3, enquanto que as primeiras seis temporadas estão disponíveis na Região 1. Esta lista é ordenada pela exibição original dos episódios e não pelo código da produção fornecido pelo guia de episódios da NBC, que mostra a ordem em que os episódios foram filmados.
Houve 201 episódios da série transmitidos ao longo de nove temporadas.

## Resumo
| Temporada | Temporada | Episódios | Exibição Original      | Exibição Original   | Lançamento do DVD      | Lançamento do DVD      | Audiência       | Audiência |
| Temporada | Temporada | Episódios | Season premiere        | Season finale       | Região 1               | Região 2               | Telespectadores | Avaliação |
| --------- | --------- | --------- | ---------------------- | ------------------- | ---------------------- | ---------------------- | --------------- | --------- |
|           | 1         | 6         | 24 de março de 2005    | 26 de abril de 2005 | 16 de agosto de 2005   | 10 de abril de 2006    | 5.4             | #102      |
|           | 2         | 22        | 20 de setembro de 2005 | 11 de maio de 2006  | 12 de setembro de 2006 | 28 de janeiro de 2008  | 8.0             | #67       |
|           | 3         | 25        | 21 de setembro de 2006 | 17 de maio de 2007  | 4 de setembro de 2007  | 20 de julho de 2008    | 8.3             | #68       |
|           | 4         | 19        | 27 de setembro de 2007 | 15 de maio de 2008  | 2 de setembro de 2008  | 14 de junho de 2010    | 8.0             | #77       |
|           | 5         | 28        | 25 de setembro de 2008 | 14 de maio de 2009  | 8 de setembro de 2009  | 7 de fevereiro de 2011 | 9.2             | #53       |
|           | 6         | 26        | 17 de setembro de 2009 | 20 de maio de 2010  | 7 de setembro de 2010  | TBA                    | 7.8             | #52       |
|           | 7         | 26        | 23 de setembro de 2010 | 19 de maio de 2011  | TBA                    | TBA                    | 7.7             | #53       |
|           | 8         | 24        | 22 de setembro de 2011 | 10 de maio de 2012  | TBA                    | TBA                    | 6.5             | #87       |
|           | 9         | 25        | 20 de setembro de 2012 | 16 de maio de 2013  | TBA                    | TBA                    | 5.1             | #94       |

## Episódios

### 1ª Temporada: 2005
A primeira temporada foi ao ar entre 24 de março de 2005 e 26 de abril de 2005. Foi originalmente lançado como um substituto de hiato de Committed. Possui ideias do enredo geral da série anterior britânica criada por Stephen Merchant e Ricky Gervais. No entanto, apenas o piloto era uma adaptação directa de um dos episódios da versão britânica.
A primeira temporada foi exibida às terças-feiras as 21:30. Ela foi lançada em um único DVD em 16 de agosto de 2005. O DVD contêm todos os seis episódios, bem como comentários dos criadores, escritores, actores e diretores na maioria dos episódios, assim como cenas apagadas de todos os episódios. O DVD foi lançado pela Universal Studios Home Entertainment.
Esta temporada apresenta os personagens principais, e estabeleceu o enredo geral como uma equipe de documentário que registra a vida dos empregados da fictícia Dunder Mifflin Paper Company. Em um falso formato de documentário, mostra Michael Scott (Steve Carell), o gerente regional da filial de Scranton, enquanto ele tenta convencer os diretores do documentário que ele preside um escritório feliz. Enquanto isso, o representante de vendas Jim Halpert (John Krasinski) encontra métodos para minar o seu colega, Dwight Schrute (Rainn Wilson), a recepcionista Pam Beesly (Jenna Fischer), tenta lidar com a insensibilidade de Michael, e o empregado temporário Ryan Howard (B. J. Novak) está agindo principalmente como um observador da loucura à sua volta.

### 2ª Temporada: 2005-2006
A segunda temporada de The Office estreou em 20 de setembro de 2005, e terminou em 11 de maio de 2006. A NBC encomendou inicialmente apenas seis episódios para a temporada,  em setembro, ordenou mais sete. Em 3 de Novembro de 2005, a NBC encomendou mais três, e no final tinha encomendado uma temporada completa de 22 episódios. A segunda temporada contou com o primeiro episódio longo com 40 minutos de The Office.
A segunda temporada se desenvolveu no enredo do medo de perda da empresa, juntamente com a introdução de novos personagens e desenvolvimento de alguns dos menores, especialmente o de Dwight. Na medida em que Michael começa um relacionamento com sua chefe Jan Levenson (Melora Hardin), a relação de Pam e Jim se tornou um dos pontos mais focados da temporada. A compatibilidade se torna mais evidente quando os sentimentos de Jim para Pam continuam a crescer, enquanto ela luta com a sua relação com o trabalhador do armazém, Roy Anderson (David Denman).

### 3ª Temporada: 2006-2007
A terceira temporada estreou em 21 de setembro de 2006, e terminou em 17 de maio de 2007. É constituída por 25 episódios, incluindo dois episódios de uma hora, quatro longos, e diretores convidados, como J. J. Abrams, Joss Whedon e Harold Ramis.
A temporada marcou a mudança do personagem principal, Jim Halpert, de Scranton para Stamford, e também introduziu Rashida Jones como Karen Filippelli, e Ed Helms como Andy Bernard (ambos membros da Dunder Mifflin Stamford) como personagens recorrentes. Helms viria a ser promovido para personagem regular. O enredo principal para os primeiros episódios da temporada lida com um problema recorrente nas primeira e segunda temporadas, o problema da perda da empresa, enquanto que na última metade da temporada, as relações dentro do escritório tornaram-se também um ponto importante. O Metacritic, que atribui classificações normalizadas de 100 para comentários de críticos, deu uma média de 85/100 com base em cinco opiniões colectadas.
| Nº    | Nº    | Título                 | Dirigido por:   | Escrito por:                                   | Audiência | Código  | Exibição Original       |
| ----- | ----- | ---------------------- | --------------- | ---------------------------------------------- | --------- | ------- | ----------------------- |
| 29    | 1     | "Gay Witch Hunt"       | Ken Kwapis      | Greg Daniels                                   | 9.1       | 301     | 21 de setembro de 2006  |
| 30    | 2     | "The Convention"       | Ken Whittingham | Gene Stupnitsky & Lee Eisenberg                | 7.8       | 306     | 28 de setembro de 2006  |
| 31    | 3     | "The Coup"             | Greg Daniels    | Paul Lieberstein                               | 8.9       | 302     | 5 de outubro de 2006    |
| 32    | 4     | "Grief Counseling"     | Roger Nygard    | Jennifer Celotta                               | 8.8       | 303     | 12 de outubro de 2006   |
| 33    | 5     | "Initiation"           | Randall Einhorn | B. J. Novak                                    | 8.5       | 305     | 19 de outubro de 2006   |
| 34    | 6     | "Diwali"               | Miguel Arteta   | Mindy Kaling                                   | 8.8       | 304     | 2 de novembro de 2006   |
| 35    | 7     | "Branch Closing"       | Tucker Gates    | Michael Schur                                  | 8.0       | 307     | 9 de novembro de 2006   |
| 36    | 8     | "The Merger"           | Ken Whittingham | Brent Forrester                                | 8.4       | 308     | 16 de novembro de 2006  |
| 37    | 9     | "The Convict"          | Jeffrey Blitz   | Ricky Gervais & Stephen Merchant               | 9.7       | 311     | 30 de novembro de 2006  |
| 38/39 | 10/11 | "A Benihana Christmas" | Harold Ramis    | Jennifer Celotta                               | 8.4       | 309/310 | 14 de dezembro de 2006  |
| 40    | 12    | "Back from Vacation"   | Julian Farino   | Justin Spitzer                                 | 8.8       | 312     | 4 de janeiro de 2007    |
| 41    | 13    | "Traveling Salesmen"   | Greg Daniels    | Michael Schur, Lee Eisenberg & Gene Stupnitsky | 10.1      | 313     | 11 de janeiro de 2007   |
| 42    | 14    | "The Return"           | Greg Daniels    | Lee Eisenberg, Gene Stupnitsky & Michael Schur | 9.3       | 314     | 18 de janeiro de 2007   |
| 43    | 15    | "Ben Franklin"         | Randall Einhorn | Mindy Kaling                                   | 10.1      | 315     | 1 de fevereiro de 2007  |
| 44    | 16    | "Phyllis's Wedding"    | Ken Whittingham | Caroline Williams                              | 8.8       | 316     | 8 de fevereiro de 2007  |
| 45    | 17    | "Business School"      | Joss Whedon     | Brent Forrester                                | 8.8       | 317     | 15 de fevereiro de 2007 |
| 46    | 18    | "Cocktails"            | J. J. Abrams    | Paul Lieberstein                               | 8.3       | 318     | 22 de fevereiro de 2007 |
| 47    | 19    | "The Negotiation"      | Jeffrey Blitz   | Michael Schur                                  | 6.7       | 319     | 5 de abril de 2007      |
| 48    | 20    | "Safety Training"      | Harold Ramis    | B. J. Novak                                    | 7.7       | 320     | 12 de abril de 2007     |
| 49    | 21    | "Product Recall"       | Randall Einhorn | Justin Spitzer & Brent Forrester               | 7.6       | 321     | 26 de abril de 2007     |
| 50    | 22    | "Women's Appreciation" | Tucker Gates    | Gene Stupnitsky & Lee Eisenberg                | 7.6       | 322     | 3 de maio de 2007       |
| 51    | 23    | "Beach Games"          | Harold Ramis    | Jennifer Celotta & Greg Daniels                | 7.2       | 323     | 10 de maio de 2007      |
| 52/53 | 24/25 | "The Job"              | Ken Kwapis      | Paul Lieberstein & Michael Schur               | 7.9       | 324/325 | 17 de maio de 2007      |

### 4ª Temporada: 2007-2008
A NBC encomendou uma quarta temporada completa de The Office que consiste em 30 episódios, que incluía cinco especiais de uma hora. No entanto, a greve de 2007-2008 do Writers Guild of America, paralisou a produção por quase cinco meses, no meio da temporada (entre os episódios "The Deposition" e "Dinner Party"). Por causa da interrupção, a quarta temporada de The Office foi composta apenas por 19 episódios. Dez dos episódios foram emparelhados em cinco episódios de uma hora de duração. O primeiro episódio estreou em 27 de setembro de 2007, e o último episódio foi exibido em 15 de maio de 2008.
A quarta temporada marcou a saída de Karen Filippelli como um personagem regular, mas ela apareceu no episódio "Branch Wars" como a gerente regional da filial de Utica. Os relacionamentos emergiram como o tema principal da temporada, com o de Jim e Pam subindo, e o de Michael e Jan e de Angela Dwight entrando em declínio. A tecnologia foi outro tema já que o pessoal do escritório lutou contra as iniciativas lançadas por Ryan para modernizar a empresa.

### 5ª Temporada: 2008-2009
Em 10 de abril de 2008, a NBC encomendou uma quinta temporada, composta por 28 episódios, incluindo dois episódios de uma hora. A temporada estreou na quinta-feira, 25 de setembro de 2008, com o episódio "Weight Loss".
Nesta temporada se destacou a relação de turbulenta de Michael com a empresa, já que ele foi elogiado e recompensado por números impressionantes de vendas, apesar da desaceleração económica. No entanto, quando um novo chefe é contratado, Michael sente-se menosprezado por sua forma de controle. O tema do início e meio da temporada foi as relações pessoais com Dwight, Angela, Andy, Jim, Pam, Michael, Jan, e Holly. No entanto, o tema transformou-se em crescimento na carreira, como Ryan, Pam e Michael configuraram a Michael Scott Paper Company, Pam e Michael foram a um circuito de conferências, Charles leva o trabalho de  Jan e Ryan, e Jim tem problemas com o novo chefe, Charles. Os últimos dois episódios focaram em relacionamentos mais uma vez, com grandes eventos a ter lugar na relação de Jim e Pam, e também na de Holly e Michael.

### 6ª Temporada: 2009-2010
Em 15 de janeiro de 2009, The Office foi renovado para uma sexta temporada. A temporada estreou em 17 de setembro de 2009 e se concluiu em 20 de maio de 2010. Os episódios foram exibidos às quintas-feiras às 21:00 EDT como parte do alinhamento Comedy Night Done Right. A temporada consistiu de 26 episódios de meia hora, divididos em 22 episódios de meia hora e dois episódios de uma hora de duração ("Niagara" e "The Delivery").
As histórias da sexta temporada incluem Jim se tornar o co-gerente com Michael na filial de Scranton, Michael namorar a mãe de Pam, Dwight tentando fazer Jim ser despedido, e a Dunder Miflin enfrentando um futuro incerto devido a rumores de insolvência, eventualmente se tornando parte de uma companhia maior chamada Sabre.
Uma curiosidade desta temporada é que no episódio Delivery parte 2, a atriz que faz a outra mãe que divide quarto com a Pam, é a Melissa Rauch. Ela é a atriz que faz a Bernadette em The Big Bang Theory.

### 7ª Temporada: 2010-2011
A sétima temporada estreou em 23 de Setembro de 2010 e acabou em 19 de Maio de 2011.
Em 5 de março de 2010, a NBC anunciou que renovou The Office para uma sétima temporada composta por 26 episódios, incluindo dois episodios longos. Steve Carrell afirmou que esta seria a sua ultima temporada na série. A NBC planeja continuar a série apos a sua saída, e iria dar boas-vindas a qualquer aparição dele.

### 8ª Temporada: 2011-2012
The Office foi renovado para uma oitava temporada.